# Fredrik Karl Ludvig av Holstein-Beck
Fredrik Karl Ludvig, hertig av Holstein-Beck, född 20 augusti 1757, död 24 april 1816, son till Karl Anton August av Holstein-Beck och farfar till Kristian IX av Danmark. Hans mor;  Italian grevinnan Federica Pucci di Pitigliano , (1738-1785) var en ättling till den svenske adelsmannen Gabriel Bengtsson Oxenstierna.

## Biografi
Fredrik Karl Ludvig föddes i Königsberg, Ostpreussen. Han gick med i den preussiska armén 1777 på begäran av kung Fredrik den store. 1781 blev han stabsofficer i von Schlieben-regementet. Han deltog vid Kościuszko-upproret 1794 och blev guvernör i Kraków 1795. Han slutade sin preussiska tjänst som generallöjtnant år 1797 och tillbringade resten av sitt liv åt att förbättra jordbruket i Holstein. Han dog i Wellingsbüttel, som numera är en del av Hamburg.
Han mottog Elefantorden, Alexander Nevskijorden, Röda örns orden och Sankt Hubertusorden. 

### Äktenskap och barn
Fredrik vigdes med grevinnan Friederike av Schlieben (28 februari 1757 - 17 december 1827)  den 9 mars 1780 i Königsberg. Paret fick tre barn:
- Prinsessan Friederike av Schleswig-Holstein-Sonderburg-Beck (13 december 1780 - 19 januari 1862)
- Prinsessan Luise av Schleswig-Holstein-Sonderburg-Beck (28 september 1783 - 24 november 1803)
- Wilhelm av (Holstein)-Beck-Glücksburg (4 januari 1785 - 27 februari 1831)

Fredrik Karl Ludvig efterträddes som hertig av sin son Wilhelm.